# Муричевец
Муричевец је насељено место у саставу града Лепоглаве у Вараждинској жупанији, Хрватска. До територијалне реорганизације у Хрватској налазио се у саставу старе општине Иванец.

## Становништво
На попису становништва 2011. године, Муричевец је имао 195 становника.

## Попис1991.
На попису становништва 1991. године, насељено место Муричевец је имало 227 становника, следећег националног састава:
| Попис 1991.‍ | Попис 1991.‍ | Попис 1991.‍ | Попис 1991.‍ | Попис 1991.‍ |
| ----------- | ----------- | ----------- | ----------- | ----------- |
|             |             |             |             |             |
| Хрвати      | Хрвати      |             | 221         | 97,35%      |
| Југословени | Југословени |             | 1           | 0,44%       |
| Срби        | Срби        |             | 1           | 0,44%       |
| непознато   | непознато   |             | 4           | 1,76%       |
| укупно: 227 |             |             |             |             |